# ژرژت لوبلان
جورجیات لیبلانک (فرانسوی: Georgette Leblanc‎; ۸ فوریهٔ ۱۸۶۹ – ۲۶ اکتبر ۱۹۴۱) خواننده، خواننده اپرا، نویسنده، بازیگر تئاتر، و بازیگر سینما اهل فرانسه بود.
از فیلم‌ها یا برنامه‌های تلویزیونی که وی در آنها نقش داشته‌است می‌توان به مکبث اشاره کرد.